# 佩里鎮區 (印第安納州邁阿密縣)
佩里鎮區（英語：Perry Township）是位於美國印地安納州邁阿密縣的一個行政鎮區。

## 地方資料
根據2010年美國人口普查的數據，佩里鎮區的面積為105.00平方千米，當中陸地面積為104.60平方千米，而水域面積為0.40平方千米。當地共有人口864人，而人口密度為每平方千米8.23人。